# Mount Nichols
Mount Nichols ist ein 670 m hoher Berg im westantarktischen Marie-Byrd-Land. Er ragt im Zentrum der Harold Byrd Mountains auf.
Der United States Geological Survey kartierte ihn anhand eigener Vermessungen und Luftaufnahmen der United States Navy aus den Jahren von 1960 bis 1963. Das Advisory Committee on Antarctic Names benannte ihn 1967 nach William L. Nichols, Baumechaniker auf der Byrd-Station im antarktischen Winter 1957.